# 2011 en Irak
Chronologie du Proche-Orient
2006 en Irak - 2007 en Irak - 2008 en Irak - 2009 en Irak - 2010 en Irak - 2011 en Irak - 2012 en Irak - 2013 en Irak - 2014 en Irak - 2015 en Irak
2006 par pays au Proche-Orient - 2007 par pays au Proche-Orient - 2008 par pays au Proche-Orient - 2009 par pays au Proche-Orient - 2010 par pays au Proche-Orient - 2011 par pays au Proche-Orient - 2012 par pays au Proche-Orient
Cet article présente les faits importants qui se sont produits en Irak en 2011.

## Février 2011
- Samedi 5 février 2011 : le premier ministre irakien Nouri al-Maliki déclare qu’il ne briguera pas un troisième mandat, en estimant par ailleurs qu’il était « peut-être intolérable » pour la population égyptienne que son président ait pu rester près de 30 ans au pouvoir. « J’espère modifier la constitution pour fixer une limite à deux mandats de Premier ministre », a ajouté Mr. Maliki, dont le second gouvernement a été investi en décembre 2011 par le parlement irakien.

- Samedi 12 février 2011 : l’attentat-suicide perpétré dans l’après-midi parmi des pèlerins chiites près de la mosquée Al-Askari à Samarra a fait 36 morts et 64 blessés, selon un bilan communiqué par la police et les secouristes.Le kamikaze s’est fait exploser dans un bus de pèlerins chiites. Le kamikaze s’est précipité à bord du bus arrêté à un poste de contrôle à quelques kilomètres de Samarra et a fait détoner sa veste d’explosifs à l’intérieur du véhicule. « Les victimes sont toutes irakiennes. Il s’agit de passagers du bus et de passants », a affirmé le conducteur d’une ambulance. Les pèlerins revenaient d’une cérémonie de deuil d’un imam chiite à Samarra. En 2006, un attentat avait détruit le dôme doré de cette mosquée, déclenchant de longs mois de violence et d’affrontements entre sunnites et chiites.

- Jeudi 17 février 2011 : l’Irak ne semble pas épargné par le vent de contestation arabe de 2011. Les forces de sécurité kurdes ont ouvert le feu sur une foule de protestataires qui réclamaient des réformes politiques au Kurdistan irakien, tuant au moins deux personnes, selon des sources hospitalières. La manifestation près du siège du Parti démocratique du Kurdistan (PDK), le parti du président régional Massoud Barzani, était la plus violente d’une vague de rassemblements qui ont également eu lieu dans des villes du sud, Nassiriya et Bassora. La veille, dans la ville de Kut, trois manifestants avaient été tués ainsi qu’un soldat irakien.

- Mercredi 23 février 2011 : le chef radical chiite irakien Moqtada al-Sadr est rentré dans la ville sainte de Nadjaf en provenance d’Iran, selon une déclaration de son bureau. « On ignore si cette visite sera de longue durée ou pas », a indiqué cette source sous le couvert de l’anonymat. Moqtada al-Sadr avait passé quatre ans en Iran. Pendant son séjour en Irak en janvier, Moqtada al-Sadr, qui fut la bête noire des Américains et jouit toujours d’une grande popularité chez les chiites défavorisés d’Irak, avait incité ses partisans à « résister » par tous les moyens aux forces américaines. Il avait cependant appelé à l’unité des irakiens et au soutien du gouvernement d’union nationale de Nouri al-Maliki, tant qu’il serait au service du peuple.

- Jeudi 24 février 2011 : l'industrie pétrolière en Irak (en) est en voie de reconstruction. Le volume d’exportation de pétrole et les revenus tirés de la vente du brut ont atteint le mois dernier en Irak des niveaux jamais égalés depuis la chute en 2003 de Saddam Hussein. « Si cela continue, cela remboursera le déficit budgétaire » a annoncé le ministre du pétrole, Assem Jihad. Au total, l’Irak a exporté 67 millions de barils de pétrole en janvier, générant ainsi un revenu de 6,082 milliards de dollar, avec un prix moyen de 90,78 $ par baril, selon les statistiques publiées par le ministère. Les revenus pétroliers assurent 90 % des ressources du gouvernement irakien, et le budget approuvé dimanche par le parlement irakien table sur un cours du pétrole à 76,5 $ par baril, avec des exportations à 2,2 millions de barils par jour en moyenne.

- Vendredi 25 février 2011 : sept manifestants sont tués lors de heurts avec la police alors que des milliers de protestataires se sont rassemblés, surtout à Bagdad, pour une « journée de la colère » contre l’impéritie du gouvernement malgré les restrictions et les mises en garde officielles. Au milieu d’un important déploiement militaire et policier, 5 000 manifestants étaient rassemblés sur la place. Alors que les protestataires étaient pacifiques dans la capitale, des affrontements ont éclaté entre forces de sécurité et manifestants à Hawija (province de Kirkouk et à Mossoul dans lesquels sept manifestants ont été tués.

- Dimanche 27 février 2011 : le premier ministre irakien Nouri al-Maliki annonce qu’il donne 100 jours aux membres de son gouvernement pour améliorer leurs performances. Faute de quoi, les ministres risquent de perdre leur poste.

## Mars 2011
- Jeudi 3 mars 2011 :  
  - Saber al-Essawi, maire de Bagdad et membre du Conseil suprême islamique irakien (CSII), un parti religieux chiite, annonce son départ après 5 ans de mandat. Il est le quatrième responsable local irakien à démissionner depuis le début du mouvement de contestation en Irak il y a un mois. Des manifestants s’étaient rassemblés dans la capitale irakienne depuis janvier 2011 pour dénoncer la corruption et l’inefficacité de leurs élus : Saber al-Essawi n'a cependant pas fait allusion à ces soulèvements populaires dans lesquels au moins 23 personnes auraient perdu la vie. « J’espère qu’un nouveau maire sera choisi pour achever le processus de reconstruction et de développement de la capitale », a-t-il seulement déclaré. Une nouvelle manifestation est prévue vendredi dans la capitale[1].
  - Dans le même temps, la chaîne qatarie Al Jazeera reçoit l’autorisation d’ouvrir à nouveau son bureau à Bagdad après plus de 6 ans d'interdiction.

- Vendredi 4 mars 2011 : plusieurs milliers de personnes manifestent contre le manque de services publics, la corruption, le chômage ou encore l’incompétence de leurs dirigeants, lors de rassemblements toutefois moins massifs que ceux de la semaine précédente. La manifestation la plus importante rassemble 2 000 personnes dans le centre de Bagdad, sans qu’aucun débordement ne soit signalé. D’importants dispositifs de sécurité ont été mis en place pour cadrer, voire empêcher les manifestations[2].

## Mai 2011
- Lundi 10 mai 2011 : 68 personnes sont et 250 autres blessées à la suite d'attentats et d'attaques contre des travailleurs de la compagnie d'État pour les industries textiles et les forces de sécurité. Il s'agit de la journée la plus sanglante en Irak depuis le début de l'année. Une première bombe a explosé près d'une mosquée chiite dans la ville de Souwayra, à 60 km de Bagdad. Au moment où des passants se sont précipités sur les lieux pour secourir les victimes, une voiture piégée explosé, faisant 11 tués et 70 blessés. Plus tard dans la journée, deux voitures piégées explosent sur le parking de l'usine où travaillaient les ouvriers, au moment où ceux-ci quittaient leur lieu de travail. À l'arrivée des secours, un kamikaze s'est fait exploser dans la foule, afin de faire le plus de victimes possibles. Dans ces deux attaques, au moins 36 personnes ont été tuées et 140 autres blessées. À Bagdad, des postes de contrôle ont été attaqués pendant plus d'une heure et demie, faisant 9 morts et 24 blessés. Il s'agit principalement des membres des forces de sécurité, selon le ministère de l'Intérieur. À Mossoul, deux personnes sont  tuées lorsqu'un kamikaze fait exploser sa voiture piégée à un point de contrôle des forces de sécurité irakiennes et kurdes[3].

## Septembre 2011
- Jeudi 1er septembre 2011 : trente-cinq détenus irakiens soupçonnés de terrorisme se sont évadés d'une prison de la province de Ninevah, dans le nord de l'Irak. Selon Abdoul Rahim al-Shimmary, chef de la commission de sécurité du conseil provincial, 21 détenus ont été arrêtés peu après s'être évadés à l'aube par un tunnel de 50 mètres de long qu'ils avaient creusé. Quatorze étaient toujours en fuite. Les détenus étaient incarcérés dans un bâtiment du ministère de l'Intérieur. Mr Al-Shimmary a précisé qu'ils avaient des liens avec al-Qaïda. Selon deux responsables irakiens proches du dossier, le tunnel conduisait à une canalisation d'égout menant au Tigre[4].

## Décembre 2011
- Jeudi 15 décembre 2011: fin officielle de l'opération New Dawn (Aube nouvelle) conduite par les États-Unis pour encadrer et former les forces de sécurité irakiennes, ce qui met un terme à la participation des États-Unis à la guerre d'Irak. Les contingents américains achèvent leur retrait le 18 décembre.